# Vrilletta convexa
Vrilletta convexa là một loài bọ cánh cứng thuộc họ Ptinidae.